# Saint-Marin au Concours Eurovision de la chanson 2025
Saint-Marin est l'un des trente-sept pays participants du Concours Eurovision de la chanson 2025, qui se tient du 13 au 17 mai 2025 à Bâle en Suisse.

Le pays est représenté par Gabry Ponte, avec sa chanson Tutta l'Italia.

## Sélection
Saint-Marin confirme le 25 juillet 2024 sa participation à l'édition 2025 du Concours. Par la même occasion, le diffuseur SMRTV annonce la tenue de la quatrième édition de sa sélection nationale, Una voce per San Marino. 

L'émission sera renommée en décembre 2024 San Marino Song Contest. Ainsi, un changement d'identité visuelle est effectué, et l'événement est produit en collaboration avec la Rai.

### Format
La sélection consiste tout d'abord en une phase de castings, tenue entre le 26 septembre 2024 et le 25 janvier 2025. Ces castings ont pu se tenir soit en présentiel à Saint-Marin, soit en ligne. Les artistes sélectionnés ont ensuite participé à l'une des sept demi-finales.

Les demi-finalistes classés premiers de chaque émission se sont qualifiés directement pour la finale, tandis que les trois suivants se qualifiaient pour une phase de repêchage, à l'exception de la septième et dernière demi-finale, réservée aux candidats saint-marinais, où seul le vainqueur rejoint la finale.

Les dix-huit artistes candidats au repêchage se produisent donc lors d'une émission supplémentaire, à l'issue de laquelle les quatre premiers rejoignent les sept finalistes.
Enfin, la finale se déroule en direct avec les onze artistes ainsi qualifiés, qui forment la catégorie dite «Emergenti», rejoints par neuf artistes qualifiés d'office, dans la catégorie dite «Big».
Toute personne ayant seize ans révolus à la date du 15 février 2025 pouvait participer, en s'inscrivant entre le 31 juillet 2024 et le 20 janvier 2025,.

### Demi-finales
Les sept demi-finales sont enregistrées les 13, 14 et 15 février 2025 à Serravalle, et sont diffusées entre le 22 et le 28 février 2025,. Un total de 221 artistes y participent, sur plus de 1 200 candidatures envoyées. La liste a été révélée entre le 29 et le 31 janvier 2025.
 
Parmi eux, on retrouve Besa, la représentante de l'Albanie à l'Eurovision 2024, ainsi que Serafín Zubiri, représentant de l'Espagne lors des éditions 1992 et 2000.

Finalement, le 12 février 2025, il est annoncé que treize demi-finalistes, dont Serafín Zubiri, se sont retirés de la compétition avant de participer; ils ont été remplacés par dix nouveaux participants. De plus, quatre candidats ne se sont pas présentés à leur demi-finale et un s'est retiré après avoir participé, ce qui porte le total de performances à 214.
- Chanson qualifiée pour la finale
- Chanson qualifiée pour le repêchage
- Artiste absent

Lors des six premières demi-finales, l'artiste arrivé en première place accède directement à la finale, les trois suivants se qualifient quant à eux pour le repêchage.
Les six premières demi-finales sont réservées aux artistes n'ayant pas la nationalité saint-marinaise; les artistes non-italiens ont le drapeau de leur pays d'origine indiqué devant leur nom.
| Ordre | Artiste                             | Titre                  | Place          |
| ----- | ----------------------------------- | ---------------------- | -------------- |
| 1     | Alessio's Mind                      | Carpe diem             | —              |
| 2     | Vincenzo Bles                       | Hola                   | —              |
| 3     | Vimoksha                            | Find You               | —              |
| 4     | Atwood                              | Evil                   | —              |
| 5     | Valis & Polczi                      | Never Alone            | —              |
| 6     | Timo                                | Suena                  | —              |
| 7     | Carson Coma                         | Daddy Said No          | 3e – Repêchage |
| 8     | Timea                               | Born to be Free        | —              |
| 9     | Catch the Giant!                    | Eclipse                | —              |
| 10    | The Unknown Voices                  | My Name Was Hamilton   | —              |
| 11    | Chazza                              | Protagonist            | —              |
| 12    | Cecilia Herrera                     | Bandida                | —              |
| 14    | Natalia                             | Uomo cosmico           | —              |
| 13    | The Leaf                            | I Ching                | —              |
| 15    | Cristina Macchiavelli feat. Nymos   | Psiche e amore         | —              |
| 16    | Narbera                             | Credere in me          | —              |
| 17    | Dramalove                           | Supernatural           | —              |
| 18    | Max Lain                            | Linee parallele        | —              |
| 19    | Edea                                | L'amore non si giudica | —              |
| 20    | Marco Urbinati                      | X Agosto               | —              |
| 21    | Effemme                             | Fuori di me            | 4e– Repêchage  |
| 22    | Lenni-Kalle Taipale & Andrea Brosio | I'm on Fire            | —              |
| 23    | Evdokia Moisidou                    | A Dream Come True      | —              |
| 24    | LeBlond                             | Di Go Go               | —              |
| 25    | Fabio Imperatrice feat. Cambra      | Serate incerte         | —              |
| 26    | Latente                             | Più grandi             | —              |
| 27    | Galen Borson                        | Medicine Man           | —              |
| 28    | King Foo                            | The Edge of the World  | 1ers – Finale  |
| 29    | Il Solito Dandy                     | Millenial              | 2e – Repêchage |
| 30    | Kian Butler                         | If You Dare            | —              |
| 31    | Iuna                                | Non mi bagno mai       | —              |
| 32    | Justine Mayer                       | Love Me                | —              |
| 33    | Joanna                              | I Want to Be Me        | —              |
| 34    | Jannike                             | Goldilicious           | —              |
| —     | Alis Ray                            | Fighting Love          | —              |
| —     | Barak                               | Done                   | —              |

| Ordre | Artiste           | Titre                                               | Place          |
| ----- | ----------------- | --------------------------------------------------- | -------------- |
| 1     | Alexis Strum      | If You Think I'm Too Much (You Should Go Find Less) | —              |
| 2     | Unico             | Scusa se ti voglio amare                            | —              |
| 3     | Davide            | Solo                                                | —              |
| 4     | Tadeni            | Quicksand                                           | 4e – Repêchage |
| 5     | Artemis           | Melody                                              | —              |
| 6     | Sonia Nawri       | Gato negro                                          | —              |
| 7     | Asia              | Magika                                              | —              |
| 8     | Sofia Zaros       | Broken Porcelain                                    | —              |
| 9     | Astrid Nicole     | Dancing Without My Shadow                           | 3e – Repêchage |
| 10    | Snap-Out          | Noi diversi                                         | —              |
| 11    | Beatriz Gouveia   | The Voice                                           | —              |
| 12    | Sergio Gómez      | Mejor así                                           | —              |
| 13    | Blitz Union       | Mr. Guilty                                          | —              |
| 14    | Salva Ortega      | Solo por sus besos                                  | —              |
| 15    | Claudia F         | Still Here                                          | —              |
| 16    | Romeo Zaharia     | Ci troveremo ancora                                 | —              |
| 17    | CuRLi             | Juliet                                              | 1re – Finale   |
| 18    | Phera             | Wild Woman                                          | —              |
| 19    | Aniel             | 777                                                 | 2e – Repêchage |
| 20    | Myky              | Walking on the Sea                                  | —              |
| 21    | Deneb             | Sing It Louder                                      | —              |
| 22    | Miguel Escobar    | Polaroid                                            | —              |
| 23    | Mhora             | Tornado                                             | —              |
| 24    | Erisu             | The Mighty Walls of Uruk                            | —              |
| 25    | Libra             | Come ti pare                                        | —              |
| 26    | Giovanni Brugnoli | Read Me                                             | —              |
| 27    | Leonor            | Fiori da ricostruire                                | —              |
| 28    | Giulia De Sisti   | Strana                                              | —              |
| 29    | Léon The Singer   | When We'll Belong                                   | —              |
| 30    | Giuliette Kris    | Respiro                                             | —              |
| 31    | LD (Le Distanze)  | Nothing Could Be Better                             | —              |
| 32    | Ibla              | Sangue degli dei                                    | —              |
| 33    | Ines              | Zero assoluto                                       | —              |
| 34    | Artemiz           | Por eso brillo                                      | —              |
| 35    | Jack Costanzo     | Musa                                                | —              |
| —     | Dima              | —                                                   | —              |

| Ordre | Artiste                | Titre                  | Place          |
| ----- | ---------------------- | ---------------------- | -------------- |
| 1     | Xskull8                | Voices Out of Silence  | —              |
| 2     | Agnieszka Śpiewa       | Destiny                | —              |
| 3     | Vicky Navarro          | Baila                  | —              |
| 4     | Alien Cut feat. Zighi  | Vattene                | —              |
| 5     | Ubi                    | Incoerente             | —              |
| 6     | Aria                   | Life                   | —              |
| 7     | The Scurbats           | Breakdown              | —              |
| 8     | Angy (Angela Sciacqua) | I                      | 1re – Finale   |
| 9     | TBO & Co.              | Musetta in sol minore  | —              |
| 10    | Cucco                  | Meraviglia (Alice)     | —              |
| 11    | Taoma                  | NPC                    | 4e – Repêchage |
| 12    | Delma & Mary Wild      | El paraiiso            | —              |
| 13    | SuperGuepardo          | Baila la la            | —              |
| 14    | Eleonora Gangi         | È un attimo morire     | —              |
| 15    | Stavros Salabasopoulos | Fire in My Heart       | —              |
| 16    | Space Particles        | Resta?                 | —              |
| 17    | Federico Martello      | Voices of Freedom      | —              |
| 18    | Sopratenore            | Aria e musica          | —              |
| 19    | Francesca De Braco     | Saturday Night Show    | —              |
| 20    | Silver feat. Skorie    | The Flow               | —              |
| 21    | GianbattiSta           | Tutta colpa della luna | —              |
| 22    | Sick N' Beautiful      | Hate Manifesto         | —              |
| 23    | Kaotika                | Ti guardo              | —              |
| 24    | Questo e Quello        | Bella balla            | 2e – Repêchage |
| 25    | Magenta#9              | Vittoria               | 3e – Repêchage |
| 26    | Polarnova              | Alpha Road             | —              |
| 27    | Mario Nucci            | Mali di giugno         | —              |
| 28    | Nicky Mushin Soda      | Just Your Queen        | —              |
| 29    | Mescalina              | Eccezionale            | —              |
| 30    | Naike                  | Who Am I?              | —              |
| 31    | Milad Fatouleh         | Humanity Calls         | —              |
| 32    | Nadine Randle          | Down                   | —              |
| 33    | Mmara                  | Impazzire              | —              |
| 34    | Mr&Mrs                 | Altalena               | —              |
| 35    | Ermal Demiri           | Moonlight              | —              |
| —     | Adasat                 | —                      | —              |

Cucco et Ermal Demiri remplacent Carlotta et Emheart, qui se sont retirés de la compétition et devaient participer à la troisième demi-finale.

Par ailleurs, sans qu'aucune justification ne soit donnée, cette demi-finale n'est pas diffusée le 24 février comme prévu, mais le 25.
La quatrième demi-finale est diffusée juste après.
| Ordre | Artiste             | Titre                        | Place          |
| ----- | ------------------- | ---------------------------- | -------------- |
| 1     | Alexander Doghmani  | Music (Is My Babe)           | —              |
| 2     | Vee Jeck            | Ragazzo triste               | —              |
| 3     | Aliens Agree        | Digital Collapse             | —              |
| 4     | Valleria            | A Picture of Myself          | —              |
| 5     | Andrea Costa        | Una lettera spedirò          | —              |
| 6     | Timothy Cavicchini  | May Day                      | —              |
| 7     | Andromeda           | Rumore                       | —              |
| 8     | Stefano Ganci       | Ritorna a me                 | —              |
| 9     | Sara                | Radici                       | —              |
| 10    | Romina Falconi      | Nessuno ti ama               | —              |
| 11    | Denny Music         | Io sto bene, tu?             | —              |
| 12    | Plånet              | San Marino                   | 2e – Repêchage |
| 13    | Eleonora Lorenzato  | Tears of the Rain            | —              |
| 14    | Araen               | Bleeding Out Love            | —              |
| 15    | PierC               | Grattacieli                  | —              |
| 16    | Elisa De Panicis    | All for You                  | —              |
| 17    | Side74              | Tutto quello che mi hai dato | —              |
| 18    | Erika Leto          | Niente                       | —              |
| 19    | D'Amico             | Stardust                     | —              |
| 20    | Flyzir              | Mondi paralleli              | —              |
| 21    | Mrtina              | Temporale                    | —              |
| 22    | Francesca Pichierri | Sperarci due eroi            | —              |
| 23    | Marti Puerto        | Fuera de ti                  | —              |
| 24    | Gianluca Amore      | Pray                         | —              |
| 25    | Rumore              | Ora no                       | —              |
| 26    | Giorgina            | Madrid-Barcellona            | —              |
| 27    | Mansutti            | Più di così                  | —              |
| 28    | Haymara             | Tómame las manos             | 1re – Finale   |
| 29    | Lowbrano            | Mio padre                    | 4e – Repêchage |
| 30    | Héctor Mira         | Soy como tú                  | —              |
| 31    | Lomas               | Give Me a Reason             | —              |
| 32    | Il Greco            | Lo specchio dell'anima       | —              |
| 33    | Kophra              | Luci di Milano               | —              |
| 34    | Inciso              | Rockstar                     | —              |
| —     | Ann & Dom           | —                            | 3es – Retrait  |

Dans cette demi-finale, D'Amico, Mansutti, Rumore et Side74 remplacent Maddalena, Magadan, nina blom et Nexis, qui se sont retirés de la compétition.
| Ordre | Artiste                    | Titre                        | Place          |
| ----- | -------------------------- | ---------------------------- | -------------- |
| 1     | Alma                       | Due fiamme                   | —              |
| 2     | Zell                       | Filo di Arianna              | —              |
| 3     | Angy (Angelica De Carolis) | Amore e veleno (Venere)      | —              |
| 4     | The Rumpled                | You Get Me So High           | 3e – Repêchage |
| 5     | Siriaz y Malo              | Almas en el aire             | —              |
| 6     | Besa                       | Tiki                         | 1re – Finale   |
| 7     | Bradley Jay                | Tongue-tied                  | —              |
| 8     | Agata                      | Flashback                    | —              |
| 9     | Daniela Fiorentino         | Todas somos flores           | —              |
| 10    | Rosetta                    | Tutto cambia tutto           | —              |
| 11    | Delilah Earnshaw           | The Price                    | —              |
| 12    | Park                       | Amore che sei verità         | —              |
| 13    | Niscetas                   | Unbreakable                  | —              |
| 14    | Neshe                      | Fallin'                      | —              |
| 15    | Emanuel                    | Ragazzo padre (Di me stesso) | —              |
| 16    | Mi La Band                 | Sayonara                     | —              |
| 17    | Farmacy                    | Bæd                          | —              |
| 18    | Me Gustas Fer              | Corazón bellissimo           | —              |
| 19    | Gaia Belletti              | A volte meglio io            | —              |
| 20    | Manuè                      | Fare l'amore                 | —              |
| 21    | Geisha                     | Bella donna                  | —              |
| 22    | Macclesfield               | Mr. Analogue                 | —              |
| 23    | Pep Miller                 | Bongo                        | —              |
| 24    | Giacomo Voli               | Ave Maria                    | 2e – Repêchage |
| 25    | Ludovica                   | Maracujo                     | —              |
| 26    | Luca Grillo Live Band      | Sogno                        | —              |
| 27    | GioGala                    | Dalì                         | —              |
| 28    | Lorenzo Amore              | Idee confuse                 | —              |
| 29    | Giorgia Pastori            | Mykonos                      | —              |
| 30    | Letizia Crincoli           | Running in the Circle        | —              |
| 31    | Giuliana                   | Avanti                       | —              |
| 32    | Leonardo Amor              | Calling for You              | 4e – Repêchage |
| 33    | Ida Elena                  | Children of the Stars        | —              |
| 34    | LaRed                      | Amore al veleno              | —              |
| 35    | JB                         | Come sei                     | —              |

Dans cette demi-finale, Agata, Niscetas et Pep Miller remplacent Elektrokarma, Gerónimo Rauch et Serafín Zubiri, qui se sont retirés de la compétition.
| Ordre | Artiste               | Titre                     | Place          |
| ----- | --------------------- | ------------------------- | -------------- |
| 1     | Allegra               | OMG                       | —              |
| 2     | Beatriz Villar        | Hasta perder la voz       | —              |
| 3     | Stad                  | Show Me Hate              | —              |
| 4     | Ciro Maddaluno        | Ancora qui                | —              |
| 5     | Sedona                | Bonsai                    | —              |
| 6     | Dana                  | Cuore libero              | —              |
| 7     | Ri-Style              | Always                    | —              |
| 8     | Despaux               | The Show                  | 4e – Repêchage |
| 9     | Paula Madero          | In My Dreams              | —              |
| 10    | Energia               | Sad Rags                  | —              |
| 11    | Onyra                 | Out of Air                | —              |
| 12    | Erjona Qellimi        | Mille pezzi               | —              |
| 13    | Olya V                | We Ride at Dawn           | —              |
| 14    | Francesco Scagliarini | Io voglio parlare d'amore | —              |
| 15    | Gelida                | Tevere                    | —              |
| 16    | Mynd                  | Eclissi                   | —              |
| 17    | Golden Salt           | Step Down                 | —              |
| 18    | Mirjam                | Eternity                  | —              |
| 19    | Grace George          | Worship You               | 2e – Repêchage |
| 20    | Matteo De Angelis     | Liberatemi                | —              |
| 21    | Sola Avis             | Hope                      | —              |
| 22    | Francesca Lina        | Sempre con me             | —              |
| 23    | Il Cremlino           | Amami                     | —              |
| 24    | Mariva                | Baba Vanga                | —              |
| 25    | Ilenya                | Silenzi di vetro          | 3e – Repêchage |
| 26    | Marco Di Pinto        | Out of Time               | —              |
| 27    | Jorge Del Hierro      | No estoy pá ti            | —              |
| 28    | Maidomo               | Gli amori                 | —              |
| 29    | Juliusz Kamil         | Under the Blue Sky        | —              |
| 30    | Luca Breuza           | Quello che conta          | —              |
| 31    | Kyma                  | Dracula                   | —              |
| 32    | Teslenko              | Storm                     | 1er – Finale   |
| 33    | Leimannoia            | Virginia                  | —              |

Atle Pettersen, GRISANA, Matilde et Nush Unbrushed auraient dû participer à cette demi-finale, mais ils ont été remplacés par Sola Avis.
La dernière demi-finale est réservée aux artistes saint-marinais; seul celui arrivé en première place se qualifie pour la finale; tous les autres sont éliminés.
| Ordre | Artiste      | Titre                | Place        |
| ----- | ------------ | -------------------- | ------------ |
| 1     | Allebasi     | Rotta verso il sole  | —            |
| 2     | Why Xes      | Fire It Up           | —            |
| 3     | Folksonic    | O visione, terra mia | —            |
| 4     | La Mafy      | Different Shape      | —            |
| 5     | Kida         | Hollywood Show       | —            |
| 6     | Paco         | Until the End        | 1er – Finale |
| 7     | Kikka        | Dimmi che mi amerai  | —            |
| 8     | The Reagents | Echoes of Freedom    | —            |

### Repêchage
Les dix-sept artistes arrivés deuxièmes, troisièmes ou quatrièmes des six premières demi-finales prennent part au repêchage, à l'issue duquel les quatre premiers se qualifient pour la finale.
- Chanson qualifiée pour la finale

| Ordre | Artiste         | Titre                     | Résultat  |
| ----- | --------------- | ------------------------- | --------- |
| 1     | Carson Coma     | Daddy Said No             | Éliminé   |
| 2     | Magenta#9       | Vittoria                  | Éliminés  |
| 3     | Plånet          | San Marino                | Éliminés  |
| 4     | The Rumpled     | You Get Me So High        | Qualifiés |
| 5     | Aniel           | 777                       | Éliminé   |
| 6     | Astrid Nicole   | Dancing Without My Shadow | Éliminée  |
| 7     | Despaux         | The Show                  | Éliminé   |
| 8     | Effemme         | Fuori di me               | Éliminée  |
| 9     | Giacomo Voli    | Ave Maria                 | Qualifié  |
| 10    | Grace George    | Worship You               | Éliminée  |
| 11    | Il Solito Dandy | Millenial                 | Éliminé   |
| 12    | Ilenya          | Silenzi di vetro          | Éliminée  |
| 13    | Leonardo Amor   | Calling for You           | Éliminé   |
| 14    | Lowbrano        | Mio padre                 | Éliminé   |
| 15    | Questo e Quello | Bella balla               | Qualifié  |
| 16    | Tadeni          | Quicksand                 | Éliminé   |
| 17    | Taoma           | NPC                       | Qualifié  |

### Finale
La finale est diffusée le samedi 8 mars 2025. Elle est présentée par Francesco Facchinetti et Flora Canto et retransmise sur San Marino RTV, Rai Radio 2, Radio San Marino, RaiPlay et RaiPlay Sound.

Les onze finalistes qualifiés lors des étapes précédentes y participent, rejoints par neuf artistes de la catégorie Big, qualifiés d'office.

Les invités de la soirée étaient Cristiano Malgoglio, La Rappresentante di Lista et Senhit.
Le jury, qui départage seul les chansons en lice, est composé de: 
- Luca De Gennaro, DJ, président du jury;
- Roberto Sergio, directeur général de la Rai;
- Federica Gentile, animatrice de télévision;
- Ema Stokholma, animatrice de télévision;
- Mario Andrea Ettore, responsable marketing à la SIAE.

- Première place
- Deuxième place
- Troisième place
- Dernière place

| Artiste                                                              | Titre                              | Langue                             | Auteur(s)                                                                                       |
| Catégorie Big (qualifiés d'office)                                   | Catégorie Big (qualifiés d'office) | Catégorie Big (qualifiés d'office) | Catégorie Big (qualifiés d'office)                                                              |
| -------------------------------------------------------------------- | ---------------------------------- | ---------------------------------- | ----------------------------------------------------------------------------------------------- |
| Bianca Atzei                                                         | Testacoda                          | Italien                            | Antonella Sgobio, Bianca Atzei, Diego Calvetti, Gianni Pollex, Oscar Angiuli, Roberto Guglielmi |
| Boosta                                                               | BTW                                | Instrumental                       | Davide Dileo                                                                                    |
| Pierdavide Carone                                                    | Mi vuoi sposare?                   | Italien                            | Pierdavide Carone                                                                               |
| Vincenzo Capua                                                       | Sei sempre tu                      | Italien                            | Vincenzo Capua                                                                                  |
| Marco Carta                                                          | Solo fantasia                      | Italien                            | Alessandro Gemelli, Marco Rettani, Matteo Chirivì, Simone Giacomini, Tony Maiello               |
| Luisa Corna                                                          | Il giorno giusto                   | Italien                            | Lorenzo Cilembrini, Luisa Corna, Riccardo Brizi                                                 |
| Elasi                                                                | Lorella                            | Français, italien                  | Elisa Massara                                                                                   |
| Gabry Ponte                                                          | Tutta l'Italia                     | Italien                            | Gabry Ponte, Andrea Bonomo, Edwyn Roberts Clark                                                 |
| Silvia Salemi                                                        | Coralli                            | Italien                            | Daniele Monellini, Enrico Palmosi, Marco Rettani, Silvia Salemi                                 |
| Catégorie Emergenti (qualifiés via les demi-finales et le repêchage) |                                    |                                    |                                                                                                 |
| Angy Sciaqua                                                         | I                                  | Anglais                            | Angela Sciacqua, Eva Parmakova, Martin Kleveland                                                |
| Besa                                                                 | Tiki                               | Anglais                            | Besa Kokëdhima, Flavius Filipescu, Oana Mihaela Cercel, Serban Cazan                            |
| CRL                                                                  | Juliet                             | Anglais                            | Adriana Pupavac, Andreas Björkman, Boris René, David Lindgren, Greg Curtis, Kalle Persson       |
| Giacomo Voli                                                         | Ave Maria                          | Anglais, italien                   | Giacomo Voli, Luca Sala                                                                         |
| Haymara                                                              | Tómame las manos                   | Espagnol, italien                  | Christian Tipaldi, Simone Bacchini, Haymara Gavillucci                                          |
| King Foo                                                             | The Edge of the World              | Anglais                            | Rok Golob                                                                                       |
| Paco                                                                 | Until the End                      | Anglais                            | Giovanni Ghioldi, Paco Zafferani                                                                |
| Questo e Quello                                                      | Bella balla                        | Italien                            | Francesco Mannella Vardè, Lorenzo Di Blasi, Stefano D'Angelo                                    |
| Taoma                                                                | NPC                                | Anglais                            | Fabiomassimo Barelli, Tommaso Gimignani                                                         |
| Teslenko                                                             | Storm                              | Anglais                            | Oleksandr Kryzhevych, Oleksandr Slinchenko, Oleksandr Teslenko                                  |
| The Rumpled                                                          | You Get Me So High                 | Anglais                            | Davide Butturini, Federico Fava, Giacomo Merigo, Luca Tasin, Patrizia Vaccari, Tommaso Zamboni  |

| Ordre | Artiste           | Titre                 | Place |
| ----- | ----------------- | --------------------- | ----- |
| 1     | The Rumpled       | You Get Me So High    | 2es   |
| 2     | Angy Sciacqua     | I                     | 13e   |
| 3     | Haymara           | Tómame las manos      | 13e   |
| 4     | CRL               | Juliet                | 7es   |
| 5     | Elasi             | Lorella               | 4e    |
| 6     | Besa              | Tiki                  | 6e    |
| 7     | Silvia Salemi     | Coralli               | 15e   |
| 8     | Giacomo Voli      | Ave Maria             | 8e    |
| 9     | Teslenko          | Storm                 | 3e    |
| 10    | Vincenzo Capua    | Sei sempre tu         | 17e   |
| 11    | Marco Carta       | Solo fantasia         | 12e   |
| 12    | Bianca Atzei      | Testacoda             | 16e   |
| 13    | King Foo          | The Edge of the World | 18es  |
| 14    | Questo e Quello   | Bella balla           | 9es   |
| 15    | Pierdavide Carone | Mi vuoi sposare?      | 11e   |
| 16    | Gabry Ponte       | Tutta l'Italia        | 1er   |
| 17    | Luisa Corna       | Il giorno giusto      | 20e   |
| 18    | Boosta            | BTW                   | 5e    |
| 19    | Paco              | Until the End         | 10e   |
| 20    | Taoma             | NPC                   | 19e   |

C'est donc Gabry Ponte qui remporte la finale avec sa chanson Tutta l'Italia, et qui représente le pays à l'Eurovision 2025.

À noter que Tutta l'Italia a servi d'indicatif musical au Festival de Sanremo 2025, quelques semaines plus tôt.

## À l'Eurovision
Saint-Marin a participé à la seconde moitié de la première demi-finale, le mardi 13 mai 2025, et s'est qualifié pour la finale du samedi 17 mai finissant 10e avec 46 points. Le pays lors de la finale termine 26e et dernier avec 25 points.